# Eleutherodactylus glanduliferoides
Espèce
Statut de conservation UICN

 CR B1ab(iii)+2ab(iii) : 
En danger critique
Eleutherodactylus glanduliferoides est une espèce d'amphibiens de la famille des Eleutherodactylidae.

## Répartition
Cette espèce est endémique d'Haïti. Elle se rencontre à La Visite de 300 à 1 886 m d'altitude dans le Massif de la Selle. 

## Description
Les femelles mesurent jusqu'à 16 mm.

## Publication originale
- Shreve, 1936 : A new Anolis and new Amphibia from Haiti. Proceedings of the New England Zoological Club, vol. 15, p. 93-99.